# Catageiomyia
Catageiomyia is een muggengeslacht uit de familie van de steekmuggen (Culicidae).

## Soorten
- C. adami (Geoffroy, 1971)
- C. argenteopunctata (Theobald, 1901)
- C. bedfordi (Edwards, 1936)
- C. chamboni (Cornet, 1968)
- C. dialloi (Hamon & Brengues, 1965)
- C. falabreguesi (Hamon, 1957)
- C. filicis (Ingram & de Meillon, 1927)
- C. grenieri (Hamon, Service, Adam & Taufflieb, 1961)
- C. hopkinsi (Edwards, 1936)
- C. insolens (Edwards, 1936)
- C. irritans (Theobald, 1901)
- C. lokojoensis (Service, 1959)
- C. lottei (Hamon & Brengues, 1965)
- C. microsticta (Edwards, 1936)
- C. minuta (Theobald, 1901)
- C. mixta (Edwards, 1936)
- C. mutila (Edwards, 1936)
- C. nyounae (Hamon & Adam, 1959)
- C. phyllolabis (Edwards, 1929)

- C. pseudotarsalis (van Someren, 1946)
- C. punctothoracis (Theobald, 1909)
- C. reali (Hamon & Adam, 1959)
- C. smithburni (van Someren, 1950)
- C. tarsalis (Newstead, 1907)
- C. veeniae (McIntosh, 1975)
- C. wendyae (Service, 1959)
- C. yangambiensis (de Meillon & Lavoipierre, 1944)
- C. yvonneae (Edwards, 1941)